# Lethal (schwedische Band)
Lethal ist eine schwedische Death- und Thrash-Metal-Band aus Umeå, die 2004 gegründet wurde.

## Geschichte
Die Band wurde im Jahr 2004 gegründet und bestand anfangs aus dem Bassisten und Sänger Mikael Markström aka Hell Mike Motörbike, den Gitarristen Erik Grahn und Bobbe „Bob“ Nordin und dem Schlagzeuger Chris. Im selben Jahr erschien ein erstes Demo, ehe die Band 2005 vier Lieder für die Split-Veröffentlichung Cocoon of Asphyx von Nihilistic Holocaust Records beitrug. 2007 erschien das Debütalbum Annihilation Agenda als CD bei Iron Fist Productions und als Schallplatte bei Blood Harvest Records. Die Aufnahmen hierzu hatten im selben Jahr in den Cornerlake Studios stattgefunden.

## Stil
Laut thethrashmetalguide.com spielt die Band auf Demolition Thrash Metal, der sich an den klassischen Vorbildern wie Kreator, Destruction und Slayer orientiere. Die folgende EP sei aggressiver und stärker durch Death Metal beeinflusst. Annihilation Agenda orientiere sich oft an deutschen Vorbildern wie Destruction in ihren Anfangstagen, aber bediene sich auch gelegentlich bei brasilianischen Vertretern. Der Gesang klinge dem Death Metal entnommen, ansonsten könne man die Musik, bis auf wenige Blastbeat-Passagen, nicht diesem Genre zuordnen.

## Diskografie
- 2004: Demolition (Demo, Eigenveröffentlichung)
- 2005: The Cocoon of Asphyx (Split mit Incinerator, Vacarme und Re-Creation, Nihilistic Holocaust Records)
- 2006: Deliverance (EP, Blood Harvest Records)
- 2007: Annihilation Agenda (Album, Blood Harvest Records / Iron Fist Productions)